# Deborah (lied)
Deborah is een lied van Jon & Vangelis. Het is het derde nummer van hun album Private Collection en tegelijkertijd het op twee na kortste lied. Het lied gaat over dochter Deborah van Anderson, die vertelt over de liefde die hij waar dan ook ter wereld van haar ontvangt.
Deborah werd in Spanje uitgegeven als single. Met B-kant Song Is verscheen het niet op de Nederlandse singlelijst.

## Musici
- Jon Anderson – zang
- Vangelis – toetsinstrumenten